# 3152 Jones
A 3152 Jones (ideiglenes jelöléssel 1983 LF) a Naprendszer kisbolygóövében található aszteroida. Alan C. Gilmore,  Pamela M. Kilmartin fedezte fel 1983. június 7-én.